# Guy Delfosse
Pour les articles homonymes, voir Delfosse.
Guy Delfosse est un général de gendarmerie français, né à Douai le 29 novembre 1925 et abattu à Lyon par Action directe le 27 mars 1984 lors du braquage d'une agence bancaire où il se trouvait.

## Biographie
Né en 1925, Guy Delfosse est le fils d’un sous-officier d’artillerie. Il est admis en 1937 comme enfant de troupe à l’École militaire préparatoire (EMP) d’Épinal. En 1940 il poursuit son cursus scolaire à l’EMP d’Autun, repliée à Valence, tout comme le Prytanée militaire qu’il rejoint pendant l’année scolaire 1943-1944. De novembre 1944 à mai 1945, il est élève-officier à l’École militaire interarmes (EMIA) de Cherchell en Algérie, promotion « Rhin français ».
Officier d’infanterie parachutiste, il sert pendant 8 ans dans les troupes aéroportées au sein du 1er régiment de chasseurs parachutistes (RCP) au Tonkin (1947-49), en Algérie et en Tunisie. Il est capitaine au Bataillon français de l'ONU en Corée (1953). À la fin de la guerre de Corée, il est transféré avec son unité en Indochine où il est fait chevalier de la Légion d'honneur pour titres exceptionnels de guerre ; il y commande ensuite en 1954 une compagnie au deuxième bataillon du Régiment de Corée, intégré au Groupement Mobile 100 (GM 100).
Rapatrié en 1955, il est admis à l’École des officiers de la Gendarmerie nationale (EOGN) à Melun. À sa sortie, il commande l’escadron de gendarmerie mobile d’Hirson (Aisne) qu’il conduit au Maroc et en Algérie. Il prend ensuite le commandement de la compagnie de gendarmerie départementale de Douai (Nord). Puis il est affecté en 1962 à la Direction de la Gendarmerie nationale à Paris. De 1966 à 1968, il séjourne à Madagascar. Il commande ensuite successivement le groupement de gendarmerie départementale de la Vendée et le groupement de gendarmerie mobile d’Arras (62). Comme colonel, il est chef de corps du centre d’instruction des gendarmes auxiliaires (appelés faisant leur service militaire) d’Auxerre. Il commande ensuite la Légion de gendarmerie de la région Provence-Alpes-Côte-d'Azur (PACA). Promu général de brigade, il prend le commandement de la 3e région de gendarmerie à Rennes (Ille-et-Vilaine) en 1980.
Promu général de division en 1983, il est affecté comme commandant de la 5e région de gendarmerie à Lyon (Rhône). C’est là que le 27 mars 1984, il se rend, en uniforme, de la caserne de la rue Sainte-Hélène à l’agence BNP, située à l’angle de la rue Victor-Hugo et de la rue Jarente. Deux braqueurs de la branche lyonnaise d’Action Directe, Max Frérot et André Olivier, font irruption dans l’agence. Le général Delfosse tente de raisonner les malfaiteurs. Il est froidement abattu de 5 balles par l’un d’eux. Il avait 58 ans.
Une citation à l'ordre de la Nation lui est décernée le 29 mars suivant : « a donné ainsi un magnifique exemple d’abnégation en accomplissant jusqu’au sacrifice suprême son devoir de citoyen et de militaire de la Gendarmerie ». La médaille de la Gendarmerie nationale lui est attribuée à titre posthume. Il est également élevé à la dignité de Grand officier de la Légion d'honneur.
Par décret publié le 7 mars 2023, le président de la République, Emmanuel Macron, lui attribue la médaille nationale de reconnaissance aux victimes du terrorisme,.

## Hommages
- La 89e promotion d’officiers (1984-1985) formés à l’École des officiers de la Gendarmerie nationale (EOGN) à Melun a été baptisée « Général Delfosse ».

Ont été également nommés d'après lui :
- Un square à Rennes (Ille-et-Vilaine), un square et une place à Lyon, dans le quartier de la Confluence [4];
- Une caserne de gendarmerie (la GGD 69) et un amphithéâtre à l’EOGN et un autre à la Direction générale de la Gendarmerie nationale à Issy-les-Moulineaux.
- Le 11 octobre 2022, la deuxième promotion des Cadets de la Gendarmerie du Rhône reçoit officiellement le nom de baptême "Promotion Général Guy Delfosse" en présence de sa fille.